# Dicreosàurids
Els dicreosàurids (Dicraeosauridae) constitueixen una família de dinosaures sauròpodes que van viure del Juràssic superior al Cretaci inferior en el que actualment és Àfrica i Sud-amèrica. Es coneixen tres gèneres; el gènere juràssic sud-americà Brachytrachelopan, l'africà Dicraeosaurus i el sud-americà i del Cretaci inferior Amargasaurus. Tots tres animals són petits pels estàndards dels sauròpodes, amb uns colls relativament curts.